# Tara (Irtysj)
 For alternative betydninger, se Tara. (Se også artikler, som begynder med Tara)
Tara (russisk: Та́ра) er en flod i Novosibirsk og Omsk oblast i Rusland. Den er en højre biflod til Irtysj, og er 806 km lang med et afvandingsområde på 18.300 km². Den gennemsnitlige vandmængde 108 km fra mundingen er 40,8 m³/s.
Floden har sit udspring på den sydlige del af Vasjugansumpene og løber i vestlig retning til den munder ud i Irtysj ved byen Tara. Byerne Kysjtovka og Muromtsevo ligger langs floden.
Tara er sejlbar 350 km opover fra mundingen, noget længre under vårflommen fra april til juni.
56°51′15″N 79°27′54″Ø / 56.8542°N 79.465°Ø